# Bismarck-Klasse (1904)
Als Bismarck-Klasse wird eine Serie von fünf Fahrgastschiffen bezeichnet, die 1904 bei den Stettiner Oderwerken fertiggestellt wurden. Angetrieben wurden die Schiffe von Dampfmaschinen. Einige Schiffe wurden später umgebaut, verlängert und neu motorisiert. 
Bis heute erhalten geblieben sind die Schiffe Backschaft (siehe Baunummer 541) und Heiterkeit (siehe Baunummer 543).

## Geschichte
1901 beförderte die Reederei Spree-Havel-Dampfschiffahrt-Gesellschaft Stern, kurz SpHDG Stern mehr als eine Million Fahrgäste über die Berliner und angrenzende Gewässer. Das Motto Een Vagniejen eigner Art is un bleibt ne Wasserfahrt wie die Berliner sagten, begann sich zu bewahrheiten. Bis zum Ersten Weltkrieg wurden die Kapazitäten der Märkischen und Berliner Personenschifffahrt erweitert. Die Fahrten wurden von Spandau über Wannsee nach Potsdam und weiter nach Ferch und Werder (Havel) ausgedehnt. Weitere Neubauten wurden dem Unternehmen zugeführt. So bestellte die SpHDG Stern 1903 bei der Werft Stettiner Oderwerke fünf schnelle Doppelschraubendampfer, die bereits 1904 fertiggestellt wurden. Die Dampfer der Bismarck-Klasse konnten zwischen 305 und 340 Personen befördern. Getauft wurden sie auf die Namen berühmter Persönlichkeiten wie Fürst O. Bismarck, Theodor Fontane, Ad. V. Menzel, Professor Rud. Virchow und Graf H. Moltke. Als Typschiff steht die Baunummer 543, das letzte Schiff der Klasse.

## Schiffe
| Bismarck-Klasse | Bismarck-Klasse        | Bismarck-Klasse                                       | Bismarck-Klasse                                                  | Bismarck-Klasse      | Bismarck-Klasse | Bismarck-Klasse |
| Nr. / Baunr.    | Bauname                | andere Namen                                          | L/B/T                                                            | Pers.                | Geschichte / Verbleib / bekannte Eigner | Nachweis        |
| --------------- | ---------------------- | ----------------------------------------------------- | ---------------------------------------------------------------- | -------------------- | --- | --------------- |
| 1 / 539         | Theodor Fontane        |                                                       | 29,95 m / 5,52 m / 1,10 m                                        | 315                  | Der Dampfer Theodor Fontane war während des Krieges in Stettin im Einsatz und hatte die Kriegswirren unbeschadet überstanden. Es wurde auf der Rückfahrt nach Berlin in Fürstenberg (Oder) von der Roten Armee beschlagnahmt. Das Schiff verließ mit militärischer Besatzung im Sommer 1946 die heimatlichen Gewässer mit Ziel Sowjetunion. Der Verbleib ist ungeklärt. | [ 7 ]           |
| 2 / 540         | Ad. v. Menzel          | Pik As, Iskele                                        | 29,95 m / 5,52 m / 1,10 m                                        | 335                  | Kurz vor Kriegsende 1945 vor dem Gelände der AEG in Oberschöneweide versenkt, nach der Hebung erfolgte die Übernahme durch die Deutsche Schiffahrtsunion (DSU). 1958 Umbau zum Motorschiff. Bis Mitte der 1980er im Einsatz bei Weisse Flotte Berlin, Restaurantschiff im Urbanhafen, 2010 abgebrochen. | [ 8 ]           |
| 3 / 541         | Professor Rud. Virchow | Seebad Templin, Nicole B., Pirat, Backschaft (Schiff) | 29,95 m / 5,52 m / 1,10 m (nach Umbau) 35,72 m / 5,75 m / 1,83 m | 340 (nach Umbau) 222 | Ablieferung 1904 an SpHDG Stern, im April 1945 in der Glienicker Lake versenkt, im Sommer 1946 gehoben, das zerstörte Deckshaus wurde im Winter 1946/47 bei der Lanke-Werft Berlin erneuert, 1959/60 Umbau zum Motorschiff und Verlängerung um sechs Meter bei Schiffswerft Georg Placke in Aken/Elbe; SpHDG Stern/Stern & Kreisschiffahrt, Berlin → Generaldirektion Schiffahrt, Berlin (1947–1949) → DSU Personenschiffahrt, Berlin → Weisse Flotte Potsdam (1957–1993) → A. Harms Personenschiffahrt Nicole B., Hannover → GCT GmbH & Co KG, Gelsenkirchen → Gunmar Ohlenschläger, Offenbach, | [ 10 ]          |
| 4 / 542         | Graf H. Moltke         | Venus, Maxim Gorki,                                   | 29,95 m (nach Umbau) / 5,52 m / 1,10 m                           | 311                  | Ablieferung 1904 an SpHDG Stern, im April 1945 in der Glienicker Lake versenkt, im Sommer 1946 gehoben, das zerstörte Deckshaus wurde im Winter 1946/47 bei der Werft in Plaue erneuert, umbenannt in Venus. Weiterer Name Maxim Gorki (P 086) und 1959 neuer Eigner VEB Verkehrsbetriebe Brandenburg an der Havel. Umbau in der VEB Volkswerft Ernst Thälmann zum Zweischrauben-Motorschiff mit modernerem Vorsteven. Verlängert auf 31,25 m. Das Schiff wurde 1982 abgebrochen. | [ 11 ]          |
| 5 / 543         | Fürst O. Bismarck      | Neptun, Friedenswacht, Dorotheenstadt, Heiterkeit     | 29,95 m / 5,52 m / 1,10 m (nach Umbau) 36,60 m / 5,60 m / 1,10 m | 305 (nach Umbau) 329 | Das Typschiff der Klasse verblieb nach dem Krieg in Berlin. Es wurde kurz vor Kriegsende von deutschen Soldaten in Oberschöneweide versenkt, nach Kriegsende gehoben, wiederhergestellt und in Neptun umbenannt. Übernahme 1957 durch die DSU und erneut umbenannt, jetzt in Friedenswacht. 1959/60 Umbau zum Motorschiff und verlängert um sechs Meter bei der Schiffswerft Aken. Deck und Aufbauten wurden erhöht und verändert. 1980 wurde in der damaligen Schiffsreparatur werft Genthin, heute SET Schiffbau- u. Entwicklungsgesellschaft Tangermünde das Schiff einer Generalüberholung unterzogen. Das Schiff war bis Ende der 1990er Jahre im Einsatz, wurde dann aufgelegt und liegt in Berlin-Treptow. Es wird als Tonstudio genutzt. | [ 12 ]          |